# Müller Edwin
Müller Edwin (később a Mueller nevet használta) (Bécs, 1898. december 2.  – New York, 1962. október 4.) osztrák gépészmérnök, filatéliai kutató és szakíró.
Talán az egyik legjobb ismerője volt a 19. században és a 20. század elején kiadott osztrák bélyegeknek és postai lebélyegzéseknek. Emellett munkássága jelentős a magyar bélyeggyűjtés terén is: több kötete ismerteti a Magyarországon is forgalomba hozott osztrák kiadású bélyegeket, valamint felsorolja a bélyeg előtti idők magyar bélyegzéseit és pontrendszer szerint értékeli őket.

## Művei
Könyvei és katalógusai napjainkbban is számos szempontból időszerűek, megállapításai és értékelései széles körben elfogadottak. Legfontosabb munkái a következők:
- Die Poststempel auf der Freimarken Ausgabe 1867 von Österreich und Ungarn (németül, jelentése: ’Postai bélyegzések Ausztria és Magyarország 1867. évi bélyegkiadásán’; 1930)
- Die Abstempelungen von Altösterreich 1850–1864 (németül, jelentése: ’Ó-ausztriai lebélyegzések 1850–1864’; 1952)
- Grosses Handbuch der Abstempelungen von Altösterreich und Lombardei-Venetien (németül, jelentése: ’Ó-Ausztria és Velence-Lombardia lebélyegzéseinek nagy kézikönyve’; 1925)
- Österreich Spezialkatalog 1850–1918 (németül, jelentése: ’Ausztria különlegességi katalógusa’; 1952)
- Handbook of the pre-stamps postmarks of Austria (Mueller néven; angolul, jelentése ’Ausztria bélyeg előtti postabélyegzéseinek kézikönyve’; 1960; Karl Kühn írt hozzá kiegészítést német nyelven 1. und 2. Ergänzugsbericht zu Edwin Müllers Handbuch der vorphilatelistischen Abstempelungen Österreichs [’1. és 2. kiegészítő jelentés Müller Edwin Ausztria bélyeg előtti lebélyegzései c. kézikönyvéhez’] címmel)

Műveiben 1867-ig Magyarország és Ausztria bélyegei és bélyegzései egy helyen szerepelnek, de Müller vetette fel elsőként a kiegyezés után kiadott bélyegek államjogi helyzet szerinti csoportosításának ötletét.